# ゴムノイナキ
ゴムノイナキ株式会社（ゴムノイナキかぶしきがいしゃ、英: GomunoInaki Co., Ltd. ）は、名古屋市中区、緑区に本社を置く工業用ゴム・プラスチック製品の商社/メーカー。
商社でありながら、技術研究所などによる「研究開発機能」と関係会社などによる「メーカー機能」を備え、
自動車・住宅設備・家電・OA・医療など広く産業界に工業用ゴム・プラスチック商品を提供している。

## 主要拠点
- 国内16拠点
- 海外18拠点（10カ国）
- 国内関係会社　5社